# Надеждинское сельское поселение (Еврейская автономная область)
Надеждинское се́льское поселе́ние — муниципальное образование в Биробиджанском районе Еврейской автономной области Российской Федерации.
Административный центр — село Надеждинское.

## История
Статус и границы сельского поселения установлены Законом Еврейской автономной области от 26 ноября 2003 года № 227-ОЗ «О статусе и границе Биробиджанского муниципального района»

## Население
| 2010 | 2011 | 2012 | 2013 | 2014 | 2015 | 2016 |
| ---- | ---- | ---- | ---- | ---- | ---- | ---- |
| 765  | ↘763 | ↘757 | ↗766 | ↗768 | ↗776 | ↘757 |
| 2017 | 2018 | 2019 | 2020 | 2021 | 2023 |      |
| ↘754 | ↘747 | ↘739 | ↗740 | ↘547 | ↘525 |      |

## Состав сельского поселения
| № | Населённый пункт | Тип населённого пункта       | Население |
| - | ---------------- | ---------------------------- | --------- |
| 1 | Головино         | село                         | ↘279      |
| 2 | Надеждинское     | село, административный центр | ↘486      |